# Пиковая дама (опера)

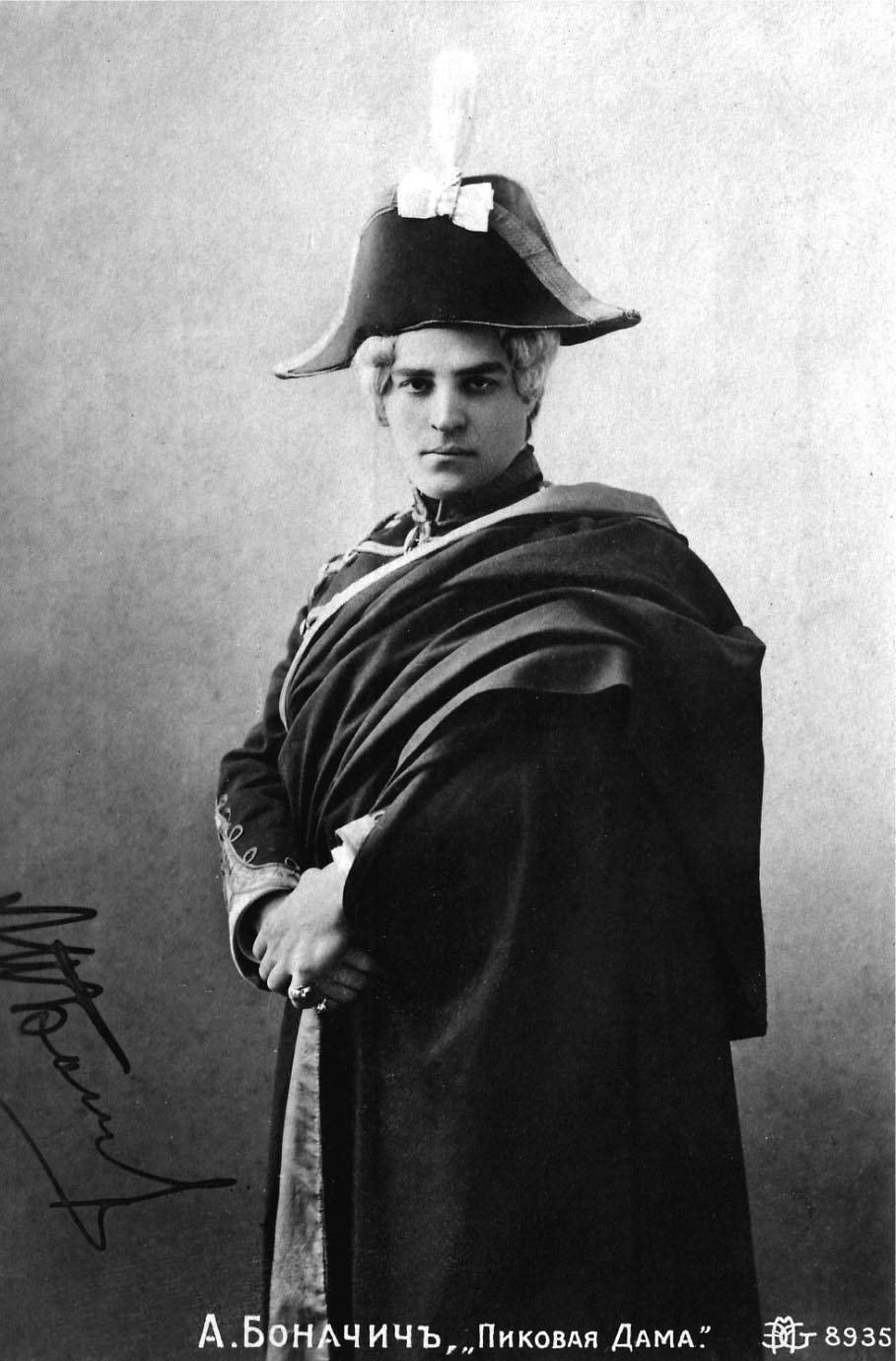
А. П. Боначич в «Пиковой даме»

«Пи́ковая да́ма» — опера П. И. Чайковского в 3 действиях, 7 картинах, либретто М. И. Чайковского по мотивам одноимённой повести А. С. Пушкина. Опера написана во Флоренции ранней весной 1890 года, первая постановка — 19 декабря 1890 года в Мариинском театре в Петербурге в исполнении артистов Императорской труппы.

## История создания
Замысел постановки оперы с сюжетом «Пиковой дамы» А. С. Пушкина на сцене Мариинского театра, вероятно, принадлежал директору Императорских театров Ивану Александровичу Всеволожскому. С 1885 года от имени дирекции театров велись переговоры о создании оперы на этот сюжет с несколькими людьми, в том числе, с композиторами А. А. Вилламовым и Н. С. Кленовским, а также либреттистами И. В. Шпажинским и В. А. Кандауровым. В октябре 1887 года состоялся первый разговор Всеволожского с Чайковским, которому было предложено написать музыку на этот сюжет, однако композитор решительно отказался, в частности, мотивируя свой отказ отсутствием в сюжете «должной сценичности».
С начала 1888 года за составление либретто на этот сюжет (для Кленовского) взялся Модест Ильич Чайковский, который писал об этом своему брату Петру Ильичу в письме от 7 февраля 1888 года:
Вторую картину либретто кончил. Общим видом этой картины я ужасно доволен <...> Если бы ты написал на это музыку, с каким удесятеренным старанием я кропал бы мои стихи!

Отношение Чайковского к этому сюжету изменилось в конце 1889 года, когда во время репетиций его балета «Спящая красавица» в Мариинском театре возобновились переговоры по поводу будущей оперы. В письме к Ю. П. Шпажинской от 26 января 1890 года Чайковский отмечал: 
...я мало-помалу начал чувствовать неотложную потребность заняться в виде отдыха своим настоящим делом, т. е. сочинением. А тут, как нарочно, И. А. Всеволожский усиленно стал просить меня заняться сочинением оперы на сюжет Пиковой дамы. Либретто было уже прежде того сделано ни кем иным, как моим братом Модестом <…> Я его прочел, оно мне понравилось, и вот в один прекрасный день я решил бросить все, т. е. и Петербург и Москву, и многие города в Германии, Бельгии и Франции, куда имел приглашение на концерты, и уехать куда-нибудь за границу, дабы без помехи работать.
19 января 1890 года во Флоренции Чайковский начал сочинять оперу. Процесс её создания шёл необычайно быстро: клавираусцуг оперы был закончен 6 апреля, а к 8 июня того же года была завершена вся партитура. В процессе композиции Чайковский редактировал либретто, и сам написал слова к некоторым фрагментам, включая две арии (Елецкого, во втором акте и Лизы — в третьем). Позднее, работая совместно с Николаем Фигнером, тенором, который должен был исполнять главную роль в опере, Чайковский сделал новую редакцию его предсмертного ариозо.
Мировая премьера оперы состоялась в Мариинском театре в Санкт-Петербурге 19 декабря 1890 года. Дирижировал Эдуард Направник.
Киевская премьера «Пиковой дамы» состоялась 31 декабря 1890 года (дирижёр Иосиф Прибик), а московская, в Большом театре, — 4 ноября 1891 года (дирижёр Ипполит Альтани).
Постепенно опера вошла в репертуар многих театров Европы и Америки:
- 11 октября 1892 года — первая постановка за пределами России, премьера в Праге (исполнялась на чешском в переводе В. Новотного)
- 1902 — первая постановка в Вене, Венская государственная опера, дирижёр Густав Малер
- 1904 — постановка в Большом театре (Москва), за дирижёрским пультом — Сергей Рахманинов
- 5 марта 1910 года — первая постановка в США, Нью-Йорк, дирижёр Густав Малер (исполнялась на немецком)
- 29 мая 1915 года — первая постановка в Великобритании, Лондон (исполнялась на русском языке)

## Особенности трактовки сюжета
Несмотря на сходство многих сюжетных моментов в оригинальной повести и опере, поступки действующих лиц в опере имеют совершенно иную психологическую мотивацию. В отличие от повести, Герман пылает к Лизе сильнейшей любовной страстью, однако Лиза представлена в опере не как бедная родственница Графини, а как её богатая наследница. Необходимость обеспечить своё положение толкает его к попытке узнать тайну Графини, чтобы с её помощью выиграть деньги в карты. Однако страсть к игре и стремление узнать роковую тайну оказывают на него губительное воздействие и приводит его не только к безумию, но и к гибели. Гибелью заканчивается также и судьба Лизы, чей образ был заново переписан Чайковским. В отличие от несчастной воспитанницы из повести Пушкина, Лиза — страстная, сильная натура, которая жертвует своим блестящим положением и помолвкой с князем Елецким во имя страстной любви к Герману, а безумие последнего становится причиной её смерти. По настоянию Чайковского в либретто оперы специально была добавлена шестая картина, посвященная её судьбе.
Кроме того, различно отношение автора к своим героям. Если у Пушкина оно носит отстраненный характер (повесть написана в духе светского анекдота), то Чайковский переживает судьбу каждого героя так, как если бы они были знакомые ему живые люди:
Герман не был для меня только предлогом писать ту или иную музыку, а все время настоящим живым человеком, притом очень мне симпатичным <…> Пиковую даму я писал именно с любовью. Боже, как я вчера плакал, когда отпевали моего бедного Германа! .
Некоторые полагают, что личное отношение автора к герою усилено тем, что в повести Пушкина главный герой носит фамилию Германн, а его имя читателю остается неизвестным. В либретто же из фамилии была удалена вторая буква «н», так что слово стало восприниматься как имя: Герман. Однако в повести нигде не указывается, фамилия ли Германн или имя, при этом фраза «Его зовут Германном» указывает, что это всё-таки имя. При этом в немецком языке имя Hermann более распространено, чем фамилия Hermann, так что, возможно, Чайковский просто упростил устаревшую к тому времени орфографию имени.
Усиление психологической линии в образах главных действующих лиц сближает их с героями Ф. М. Достоевского, в частности с романом «Игрок».
В опере также уделено большое внимание привязке к конкретным Петербургским пейзажам — Солнечный день в Летнем саду (первая картина) и Зимняя канавка ночью (шестая картина).
По первоначальному замыслу Всеволожского действие оперы было перенесено в XVIII век, в эпоху Екатерины II. Это позволило включить в либретто тексты русских поэтов XVIII — начала XIX веков, а именно:
- В дуэте Лизы и Полины (вторая картина) использовано стихотворение В. А. Жуковского «Вечер».
- Текст романса Полины «Подруги милые» (вторая картина) заимствован из стихотворения К. Н. Батюшкова «Надпись на гробе пастушки»
- Текст хора «Радостно, весело» (третья картина) принадлежит Г. Р. Державину
- Текст пасторали «Искренность пастушки» заимствована из сборника «Стихотворения Петра Карабанова, нравственные, лирические, любовные, шуточные и смешанные». СПб., 1812.
- В торжественном хоре «Славься сим, Екатерина» (третья картина) звучит текст Державина из его «Песни Ея императорскому величеству Екатерине II на победы графа Суворова-Рымникского 1794 года» вместе с музыкой популярного в конце XVIII века торжественного полонеза О. А. Козловского «Гром победы раздавайся».
- В песне Томского «Если б милые девицы» (седьмая картина) использовано стихотворение Державина «Шуточное желание»

Хор картежников «А в ненастные дни собирались они…» (седьмая картина) написан на текст эпиграфа к повести Пушкина.
Кроме того, в четвёртой картине в вокальной партии Графини использована мелодия романса Лоретты «Je crains de lui parler la nuit» из оперы французского композитора Андре Гретри «Ричард Львиное сердце».
Перенос действия в более раннюю эпоху встретил живой творческий отклик композитора. Сочиняя стилизованную в духе музыки XVIII века пастораль «Искренность пастушки», 12 февраля 1890 года Чайковский записал в Дневнике:
По временам мне казалось, что я живу в 18 веке, и что дальше Моцарта ничего не было.

## Действующие лица и премьерные составы
| Партия                                                                                      | Премьера в Санкт-Петербурге 19 декабря 1890 года дирижёр Эдуард Направник | Премьера в Киеве 31 декабря 1890 года дирижёр Иосиф Прибик | Премьера в Москве 4 ноября 1891 года дирижёр Ипполит Альтани |
| ------------------------------------------------------------------------------------------- | ------------------------------------------------------------------------- | ---------------------------------------------------------- | ------------------------------------------------------------ |
| Герман (тенор)                                                                              | Николай Фигнер                                                            | Михаил Медведев                                            | Михаил Медведев                                              |
| Томский (баритон)                                                                           | Иван Мельников                                                            | Дементьев                                                  | Богомир Корсов                                               |
| Елецкий (баритон)                                                                           | Леонид Яковлев                                                            | Иоаким Тартаков                                            | Павел Хохлов                                                 |
| Чекалинский (тенор)                                                                         | Василий Васильев (Васильев 2-й)                                           |                                                            |                                                              |
| Сурин (бас)                                                                                 | Я. А. Фрей                                                                |                                                            |                                                              |
| Чаплицкий (тенор)                                                                           | К. А. Кондарак                                                            |                                                            |                                                              |
| Нарумов (бас)                                                                               | В. Ф. Соболев                                                             |                                                            |                                                              |
| Распорядитель (тенор)                                                                       | В. Н. Ефимов                                                              |                                                            |                                                              |
| Графиня (меццо-сопрано/контральто)                                                          | Мария Славина                                                             | Мария Смирнова                                             | Александра Крутикова                                         |
| Лиза (сопрано)                                                                              | Медея Фигнер                                                              | Александра Мацулевич                                       | Мария Дейша-Сионицкая                                        |
| Полина (контральто)                                                                         | Мария Долина                                                              |                                                            | Вера Гнучева                                                 |
| Гувернантка (меццо-сопрано)                                                                 | Мария-Вильгельмина Пильц                                                  |                                                            |                                                              |
| Маша (сопрано)                                                                              | Юлия Юносова                                                              |                                                            |                                                              |
| Мальчик-командир (без пения)                                                                |                                                                           |                                                            |                                                              |
| Интермедия                                                                                  |                                                                           |                                                            |                                                              |
| Прилепа (сопрано)                                                                           | Ольга Ольгина                                                             |                                                            |                                                              |
| Миловзор (контральто)                                                                       | Нина Фриде                                                                |                                                            |                                                              |
| Златогор (баритон)                                                                          | Александр Климов (Климов 2-й)                                             |                                                            |                                                              |
| Хор, роли без слов: Нянюшки, гувернантки, гуляющие, распорядитель бала, гости, дети, игроки |                                                                           |                                                            |                                                              |

## Краткое содержание
Действие оперы происходит в Петербурге в конце XVIII в.

### Первое действие
Первая картина.

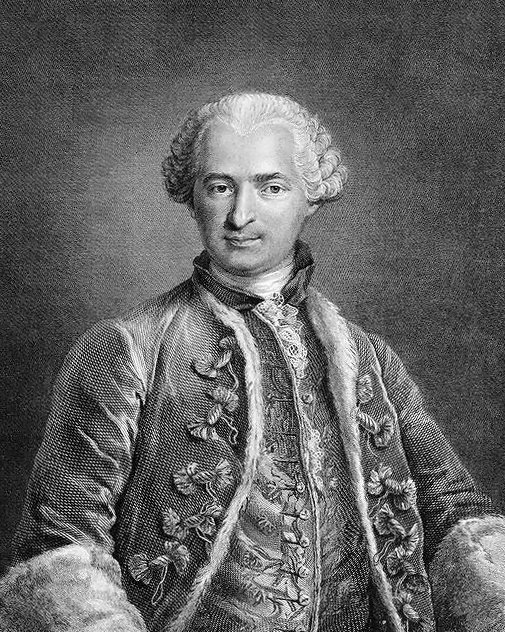
Граф Сен-Жермен

Солнечный Летний сад, заполненный гуляющей толпой. Офицеры Сурин и Чекалинский делятся впечатлениями о странном поведении своего приятеля Германа: он ночи напролет проводит в игорном доме, но карт в руки никогда не берет. Вскоре в сопровождении графа Томского появляется сам Герман. Он признаётся, что страстно влюблён, но имени своей избранницы не знает. Тем временем, присоединившийся к компании офицеров князь Елецкий делится радостью в связи со своей скорой женитьбой: «Светлый ангел согласие дал свою судьбу с моею сочетать!». Герман в ужасе узнает, что предмет его страсти и есть невеста князя, когда мимо проходит Графиня в сопровождении своей внучки, Лизы. Обе женщины, заметившие горящий взгляд Германа, охвачены тяжелыми предчувствиями.
Томский рассказывает приятелям светский анекдот о графине, которая будучи юной «Венерой Московской» проиграла все состояние. «Ценой одного рандеву» она узнала у графа Сен-Жермена роковую тайну трёх всегда выигрывающих карт, чтобы вернуть свои деньги. С того момента с этой тайной оказалась прочно связана её дальнейшая судьба: «Раз мужу те карты она назвала, в другой раз их юный красавец узнал, но в эту же ночь, лишь осталась одна, к ней призрак явился и грозно сказал: „Получишь смертельный удар ты от третьего, кто, пылко, страстно любя, придёт, чтобы силой узнать от тебя три карты, три карты, три карты!“». После этого рассказа Сурин и Чекалинский подшучивают над Германом и предлагают выведать у старухи тайну карт, но мысли Германа сосредоточены на Лизе. Начинается гроза. Сад пустеет. Среди разбушевавшейся стихии Герман восклицает: «Мне буря не страшна! Во мне самом все страсти проснулись с такой убийственною силой, что этот гром ничто в сравненье! Нет, князь! Пока я жив, тебе я не отдам её, не знаю как, но отниму! … Она моею будет, моей, иль умру!».
Вторая картина.
Сумерки. Девушки пытаются развеселить опечаленную Лизу, но она скрывает свои мысли. Лишь оставшись одна, Лиза поверяет свою мрачную тайну ночи. Она чувствует любовь к таинственному незнакомцу, он прекрасен «как падший ангел», в его глазах «огонь палящей страсти». Неожиданно на балконе возникает Герман. Он открывает Лизе свою любовь и умоляет её принять это признание, потому что иначе он готов расстаться с жизнью. Её ответом становятся слезы сострадания. Их прерывает стук в дверь. В комнату входит Графиня, а спрятавшийся за портьеру Герман при виде её внезапно вспоминает страшную тайну трех карт. В лице старухи ему чудится страшный призрак смерти. Но она уходит, и порывистое объяснение Германа завершается ответным признанием Лизы.

### Второе действие
Первая картина.
Бал. Елецкий, встревоженный холодностью Лизы, уверяет её в своей любви, но в то же время благородно дает ей свободу. Сурин и Чекалинский в масках издеваются над Германом: «Не ты ли тот третий, кто, страстно любя, придёт, чтобы узнать от неё три карты, три карты, три карты?» Германа пугают эти слова. По окончании интермедии «Искренность пастушки» он сталкивается с Графиней. Получив от Лизы ключи от потайной двери Графини, Герман воспринимает это как роковое предзнаменование. Сегодня ночью он узнает тайну трёх карт.
Вторая картина.
Герман пробирается в спальню Графини. С трепетом всматривается он в её портрет в молодости и ощущает тайную роковую силу, связывающую его с ней: «гляжу я на тебя и ненавижу, а насмотреться вдоволь не могу». Появляется сама Графиня в сопровождении приживалок. Она брюзгливо вспоминает прошлое и постепенно засыпает в кресле. Неожиданно перед ней возникает Герман, умоляющий открыть тайну трёх карт: «Вы можете составить счастье целой жизни, и оно вам ничего не будет стоить!» Но Графиня, онемевшая от испуга, недвижима. Взбешённый Герман угрожает пистолетом, и старуха падает замертво. Пророчество сбылось, но тайна осталась Герману неизвестна. На шум приходит Лиза и видит Германа в состоянии безумия. Она понимает, что Герману была нужна тайна трех карт.

### Третье действие
Первая картина.
Герман в казармах. Он читает письмо Лизы, где она назначает ему свидание на набережной. Он перебирает в памяти прошедшее и в его воображении встают картины похорон старухи, слышится призрачное заупокойное пение. В окно стучат. Гаснет свеча. Ужаснувшийся Герман видит призрак Графини и слышит её слова: «Я пришла к тебе против воли. Но мне велено исполнить твою просьбу. Спаси Лизу, женись на ней, и три карты выиграют сряду. Запомни! Тройка! Семёрка! Туз!» «Тройка… Семёрка… Туз…» — как заклинание повторяет Герман.
Вторая картина.
Лиза ждет Германа на набережной у Зимней канавки. Она испытывает страшные муки сомнений: «Ах, истомилась, исстрадалась я». Когда часы бьют полночь, и Лиза окончательно теряет надежду, появляется Герман, поначалу повторяющий за Лизой слова любви, но одержимый уже другой идеей. Лиза убеждается, что Герман — виновник смерти Графини. Его безумие усиливается, он её не узнает, его мысли только об игорном доме: «Там груды золота лежат и мне, мне одному они принадлежат». Он убегает в игорный дом, а Лиза, доведенная до отчаяния, бросается в воду.
Третья картина.
Игроки веселятся за карточным столом. Их развлекает Томский шутливой песенкой. В разгаре игры появляется взбудораженный Герман. Дважды подряд, предлагая крупные ставки, он выигрывает. «Сам черт с тобой играет заодно», — возглашают присутствующие. Игра продолжается. На сей раз против Германа князь Елецкий. И вместо беспроигрышного туза в его руках оказывается дама пик. Герману видятся на карте черты умершей старухи: «Проклятая! Что надобно тебе! Жизнь моя? Возьми, возьми её!» и он застреливается. В сознании умирающего героя возникает прекрасный образ Лизы: «Красавица! Богиня! Ангел!» С этими словами Герман умирает.

## Известные арии и номера
Из первого действия —
- Хор детей, нянек и др.
- Ариозо: «Я имени её не знаю» (Герман)
- Интродукция и баллада: «Однажды в Версале (Три карты)» (Томский)
- Дуэт: «Уж вечер» (Лиза и Полина)
- Романс: «Подруги милые» (Полина)
- Ариозо: «Откуда эти слёзы» (Лиза)
- Ария: «Прости, небесное созданье» (Герман)

Из второго действия —
- Ария: «Я вас люблю» (Елецкий)
- Дуэт: «Мой миленький дружок» (из пасторали «Искренность пастушки» — Прилепа и Миловзор), музыка заимствована у Моцарта из оперы «Волшебная флейта» — вторая ария Папагено.
- Сцена и романс: «Ах, постыл мне этот свет» (Графиня), цитата из оперы Андре Гретри «Ричард — Львиное сердце»

Из третьего действия —
- Ариозо: «Ax, истомилась я горем» (Лиза)
- Песенка: «Если б милые девицы» (Томский)
- Хор: «Игрецкая»
- Ария: «Что наша жизнь? Игра!» (Герман)

## Известные аудиозаписи
- 1938 — Дирижёр Самуил Самосуд, хор и оркестр Большого театра, «Мелодия», СССР.

Исполнители: Герман — Никандр Ханаев, Томский; Златогор — Александр Батурин, Елецкий — Пётр Селиванов, Чекалинский — Александр Перегудов, Сурин — Михаил Соловьёв, Чаплицкий; распорядитель — Фёдор Годовкин, Нарумов — Иван Скобцов, Графиня — Фаина Петрова, Лиза — Ксения Держинская, Полина — Надежда Обухова, гувернантка — Любовь Ставровская, Маша — Лариса Махова, Прилепа — Наталья Шпиллер, Миловзор — Елизавета Антонова.
- 1940 — Дирижёр Самуил Самосуд, хор и оркестр Большого театра, «Мелодия», СССР.

Исполнители: Герман — Никандр Ханаев, Томский — Александр Батурин, Елецкий — Пантелеймон Норцов, Чекалинский — Сергей Остроумов, Сурин — Иван Маньшавин, Чаплицкий — Михаил Новоженин, Нарумов — Константин Терёхин, распорядитель — Пётр Белинник, Графиня — Бронислава Златогорова, Лиза — Ксения Держинская, Полина; Миловзор — Мария Максакова, гувернантка — Маргарита Шервинская, Маша — Надежда Чубенко, Прилепа — Валерия Барсова, Златогор — Владимир Политковский.
- 1950 — Дирижёр Александр Мелик-Пашаев, хор и оркестр Большого театра, «Мелодия», СССР.

Исполнители: Герман — Георгий Нэлепп, Томский; Златогор — Алексей Иванов, Елецкий — Павел Лисициан, Чекалинский — Александр Перегудов, Сурин — Всеволод Тютюнник, Чаплицкий — Фёдор Годовкин, Нарумов — Иван Скобцов, распорядитель — Вениамин Шевцов, Графиня — Евгения Вербицкая, Лиза — Евгения Смоленская, Полина; Миловзор — Вероника Борисенко, гувернантка — Елена Корнеева, Маша — Надежда Косицына, Прилепа — Вера Фирсова.
- 1955 — Дирижёр Крешимир Баранович, Оркестр Белградской оперы, хор югославской армии, DECCA, Югославия.

Исполнители: Герман — Д. Петрович, Томский — А. Маринкович, Елецкий — А. Веселинович, Графиня — М. Веркевич, Лиза — В. Гейбалова, Полина — Б. Цвеич.
- 1966 — Дирижёр Борис Хайкин, хор и оркестр Большого театра, «Мелодия», СССР.

Исполнители: Герман — Зураб Анджапаридзе, Томский — Михаил Киселёв, Елецкий — Юрий Мазурок, Чекалинский — Андрей Соколов, Сурин — Валерий Ярославцев, Чаплицкий — Виталий Власов, Нарумов — Юрий Дементьев, распорядитель — Анатолий Мишутин, Графиня — Валентина Левко, Лиза — Тамара Милашкина, Полина; Миловзор — Ирина Архипова, гувернантка — Мария Митюкова, Маша — Маргарита Миглау, Прилепа — Вера Фирсова, Златогор — Виктор Нечипайло.
- 1974 — Дирижёр Марк Эрмлер, хор и оркестр Большого театра, «Мелодия», СССР.

Исполнители: Герман — Владимир Атлантов, Томский; Златогор — Владимир Валайтис, Елецкий — Александр Федосеев, Чекалинский — Андрей Соколов, Сурин — Валерий Ярославцев, Чаплицкий — Виталий Власов, Нарумов — Юрий Дементьев, распорядитель — Константин Басков, Графиня — Валентина Левко, Лиза — Тамара Милашкина, Полина; Миловзор — Галина Борисова, гувернантка — Нина Григорьева, Маша — Нелли Лебедева, Прилепа — Маквала Касрашвили.
- 1977 — Дирижёр Мстислав Ростропович, Национальный оркестр Франции, хор имени П. Чайковского, женский хор французского радио, Deutsche Grammophon, Франция.

Исполнители: Герман — Петер Гугалов, Томский — Дан Йордакеску, Елецкий — Бернд Вайкль, Графиня — Регина Резник, Лиза — Галина Вишневская, Полина — Ханна Шварц.
- 1984 — Дирижёр Альгис Жюрайтис, Оркестр и хор Баварской государственной оперы, Ponto, Германия.

Исполнители: Герман — Владимир Атлантов, Томский — Александр Ворошило, Елецкий — Бодо Бринкман, Графиня — Елена Образцова, Лиза — Джулия Варади.
- 1990 — Дирижёр Эмил Чакыров, Хор имени С. Обретенова, Софийский фестивальный оркестр, SONY, Болгария.

Исполнители: Герман — В. Охман, Томский — И. Консулов, Елецкий — Юрий Мазурок, Графиня — П. Дилова, Лиза — Стефка Евстатьева, Полина — С. Точиска.
- 1991 — Дирижёр Сэйдзи Одзава, Бостонский симфонический оркестр, хор тангелвудского фестиваля, BMG, США.

Исполнители: Герман — Владимир Атлантов, Томский — Сергей Лейферкус, Елецкий — Дмитрий Хворостовский, Графиня — Морин Форрестер, Лиза — Мирелла Френи, Полина — К. Сиенская.
- 1992 — Дирижёр Валерий Гергиев, Хор и оркестр Мариинского театра, Philips Records, Россия.

Исполнители: Герман — Гегам Григорян, Томский — Николай Путилин, Елецкий — Владимир Чернов, Графиня — Ирина Архипова, Лиза — Мария Гулегина, Полина — Ольга Бородина.
- 1999 — Дирижёр Валерий Гергиев, Хор и оркестр театра «Метрополитен Опера», США.

Исполнители: Герман — Пласидо Доминго, Томский/Златогор — Николай Путилин, Елецкий — Дмитрий Хворостовский, Графиня — Элизабет Сёдерстрём, Лиза — Галина Горчакова, Полина/Миловзор — Ольга Бородина, гувернантка — Ирина Богачёва.

## Фильм
- Пиковая дама (фильм, 1960)
- Пиковая дама (фильм, 2023)